# 博洛希夫卡河
博洛希夫卡河（烏克蘭語：Болохівка）是烏克蘭西部的河流，屬於锡夫卡河的支流，發源自斯洛博達-多林西卡以東，流經伊萬諾-弗蘭科夫斯克州，河道全長56公里，流域面積299平方公里。